# Otto-Haas-Hof

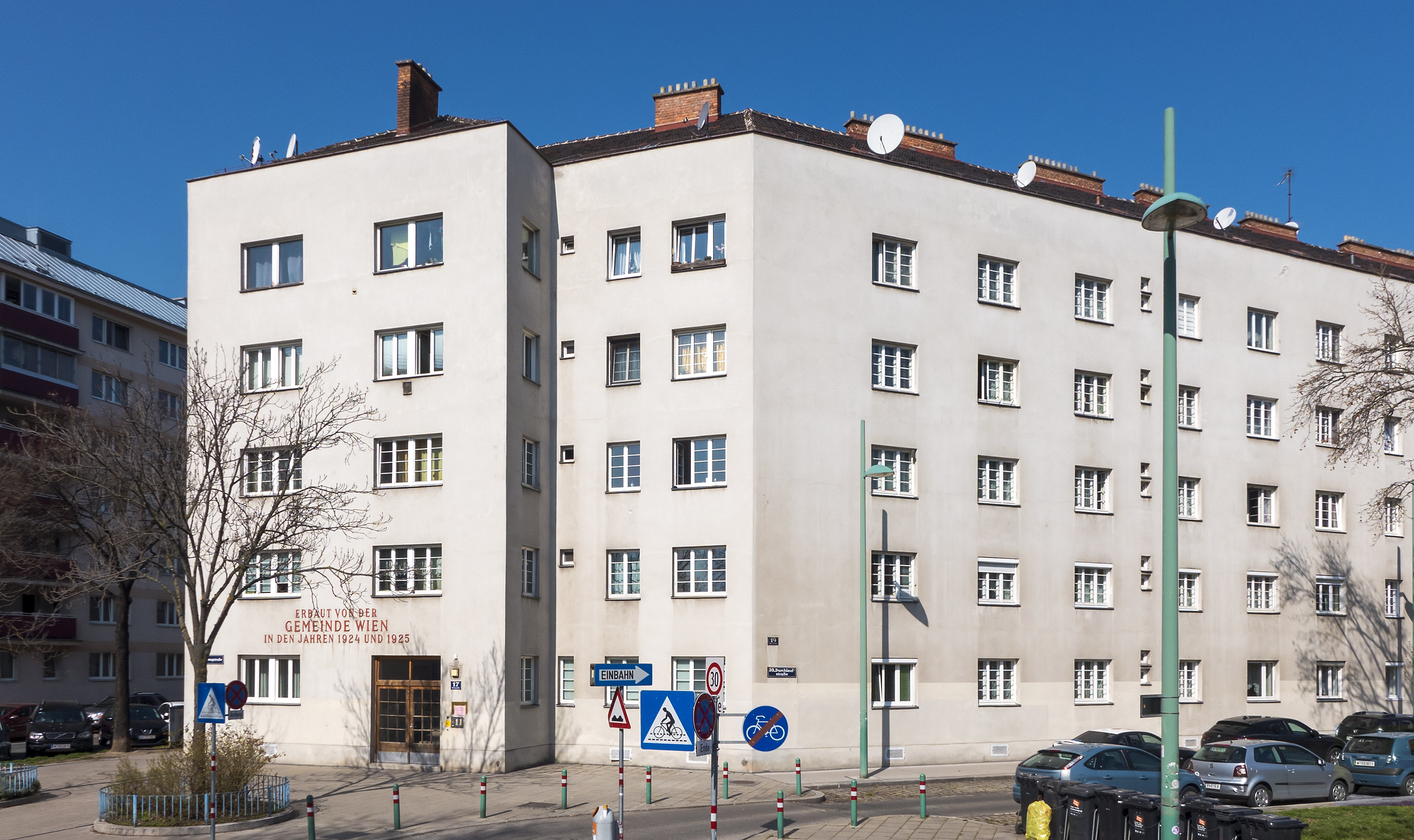
Otto-Haas-Hof, Front zur Pasettistraße

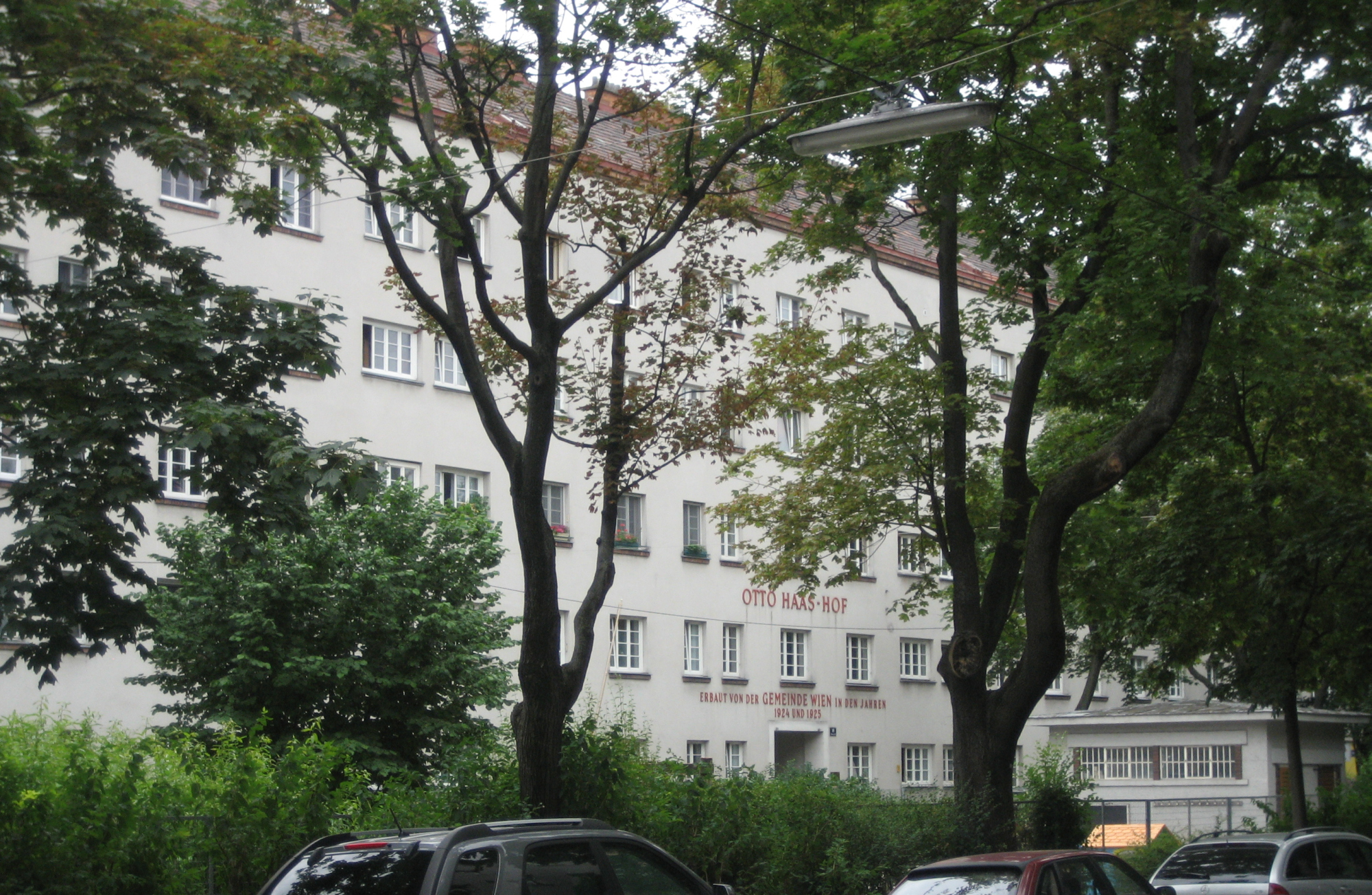
Front zur Winarskystraße

Der Otto-Haas-Hof ist ein Gemeindebau mit ursprünglich 333 Wohnungen in Wien–Brigittenau, der in den Jahren 1924–1926 nach Plänen von Adolf Loos, Karl Dirnhuber, Grete Lihotzky und Franz Schuster errichtet wurde.
Der Otto-Haas-Hof bildet eine städtebauliche Einheit mit dem benachbarten Winarskyhof und wurde 1950 nach dem Hauptschullehrer und sozialistischen Widerstandskämpfer Johann Otto Haas benannt, der mit seiner Mutter, der Gemeinderätin Philomena Haas (1881–1973), und Geschwistern in der Anlage gelebt hatte, 1943 gemeinsam mit seinem Mitstreiter Eduard Göth zum Tod verurteilt und 1944 von den Nationalsozialisten hingerichtet worden war.
Der Otto-Haas-Hof wurde als geschlossener, fünfstöckiger Block auf einem dreieckigen Grundstück gebaut. Adolf Loos wollte ursprünglich ein modernes Terrassenhaus errichten; seine Vorschläge wurden jedoch nicht angenommen und er zog sich von der Planung zurück. Die Anlage ist auffallend schlicht gestaltet, verzichtet auf dekorative Elemente und stellt die Gesamtwirkung in den Vordergrund. Die Fassade ist glatt; nur an den äußeren Gebäudeecken finden sich interessante konstruktivistische Loggien, Erker und bandartige Gesimspaare.